# Martijanec
Martijanec es un municipio de Croacia en el condado de Varaždin.

## Geografía
Se encuentra a una altitud de 162 m s. n. m. a  km de la capital nacional, Zagreb.

## Demografía
En el censo 2011, el total de población del municipio fue de 3 843 habitantes, distribuidos en las siguientes localidades:
- Čičkovina - 206
- Gornji Martijanec - 41
- Hrastovljan - 406
- Križovljan - 286
- Madaraševec - 202
- Martijanec - 419
- Poljanec - 727
- Rivalno - 50
- Slanje -  505
- Sudovčina - 364
- Vrbanovec -  625

| Gráfica de población de Martijanec 1857-2011                        |
|                                                                     |
| Según los censos de población de la oficina estadística de Croacia. |